# Biantes newar
Biantes newar is een hooiwagen uit de familie Biantidae. De wetenschappelijke naam van Biantes newar gaat terug op J. Martens.